# Santovka
Santovka (in ungherese Szántó) è un comune della Slovacchia facente parte del distretto di Levice, nella regione di Nitra.